# Згорњи Лесковец
Згорњи Лесковец (словен. Zgornji Leskovec) је насељено место у општини Видем, Подравска регија, Словенија.

## Историја
До територијалне реорганизације у Словенији био је у саставу старе општине Птуј.

## Становништво
У попису становништва из 2011. године, Згорњи Лесковец је имао 157 становника.
| Број становника према пописима | Број становника према пописима | Број становника према пописима |
| ------------------------------ | ------------------------------ | ------------------------------ |
| 1991                           | 2002                           | 2011                           |
| 143                            | 147                            | 157                            |